# Sinegorija
Sinegorija (Синегория) è un film del 1946 diretto da Ėrast Pavlovič Garin e Chesja Lokšina.